# Cristoforo Scacco

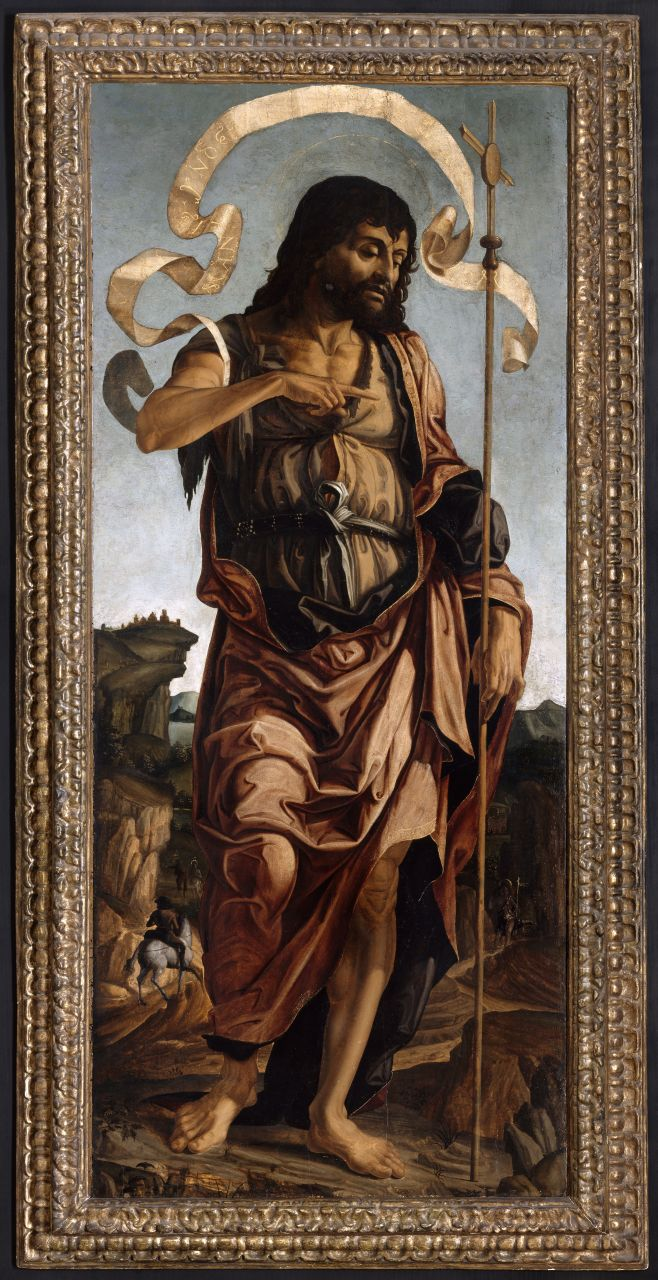
San Juan Bautista, h. 1500-1505. Óleo sobre tabla, 157 x 66 cm, Aviñón, Musée Calvet.

Cristoforo Scacco, pintor renacentista italiano activo a finales del siglo XV e inicios del XVI.
Oriundo de Verona, atendiendo a lo que indicó él mismo al firmar alguna de sus obras, toda su actividad conocida se concentra en el sur y centro de Italia. En 1483 se encontraba en Fondi, en el Lazio, en lo que son las primeras noticias documentales de su trabajo, ya como pintor formado, trabajando al servicio de la Familia Caetani y autor de los frescos del pórtico de la iglesia de Santo Domingo, en la actualidad completamente destruidos. Igual suerte han corrido algunas otras obras de estos años iniciales citadas por las fuentes. La primera obra conocida, probablemente anterior a 1491, es la Anunciación entre santos Honorato y Mauro de la catedral de Forli, procedente de la iglesia de la Annunziata de la misma localidad.
En 1493, tras la muerte de su protector, el conde Honorato II Caetani, se encontraba en Penta, cerca de Salerno, donde pintó el tríptico de la Madonna delle Grazie y santos del Museo di Capodimonte. Antoniazzo Romano y Melozzo da Forli son sus principales influencias estilísticas, si bien matizadas por la incorporación de rasgos procedentes de la escuela  nórdica de Francesco Squarcione y Andrea Mantegna, bien notable en sus figuras macizas como la del Bautista del museo Calvet de Aviñón, y últimamente también por una tendencia a la esquematización a la manera bramantesca, que podría haber aprendido en una hipotética estancia en Lombardía o a través del español, establecido en Nápoles, Pedro Fernández, en una «excéntrica amalgama de lenguajes heterogéneos», según lo caracterizó Federico Zeri.
Esa amalgama de estilos es visible en los frescos deficientemente conservados de la iglesia de Santa Maria di Monteoliveto de Nápoles, encargo de Pablo de Tolosa, y en algunas tablas de altar de cronología imprecisa, como el Arcángel san Miguel del Museo Diocesano de Salerno y la Coronación de la Virgen de Capodimonte, o en el Políptico de la Cruz del Museo Campano de Capua, fechado con precisión en 1500, en el que se ha observado una vuelta a modelos de Antoniazzo en las pinturas del registro inferior junto el mayor rigor bramantesco de la Adoración de la Cruz.
De su biografía poco más se conoce. Según un documento de 1533 en el que se le menciona como ciudadano de Monticelli, ahora Monte San Biagio en Terra di Lavoro, había fallecido ya tiempo atrás y estaba en posesión de una importante posesión inmobiliaria que le había donado en 1508 el cardenal Giovanni Colonna.